# Эль-Альто (Боливия)
Эль-Альто (исп. El Alto, айм. Altu pata) — город в западной части Боливии, в департаменте Ла-Пас. Самый высоко расположенный мегаполис мира.

## География
Город Эль-Альто (в пер. с испанского — высокий) прилегает с запада к Ла-Пасу, частью которого и являлся до 1985 года.
Эль-Альто лежит на высоте 3850 метров над уровнем моря, на засушливой горной равнине. Площадь города составляет 1042 км².
С населением в 992 716 горожан (в 2010 году) Эль-Альто занимает второе место по числу жителей в Боливии — после Санта-Крус-де-ла-Сьерра (нас. — 1 685 884 чел.), и превосходит такие города, как Ла-Пас (896 802 чел.) и Кочабамба (624 850 чел.).
С 2002 года город административно разделён на 8 городских и 1 сельский район.

## История и экономика
Небольшое поселение на месте нынешнего города появилось в 1903 году, после прокладки железнодорожных линий из Ла-Паса к озеру Титикака и к чилийскому городу Арика на побережье Тихого океана.
В 1905 году от этого поселения железнодорожных служащих и сосредоточия мастерских Эль-Альто была проложена и железнодорожная линия к Ла-Пасу.
В 1925 году в Эль-Альто был построен аэродром и военно-воздушная база образованных к этому времени ВВС Боливии.
В 1939 году поселение становится достаточно большим, и здесь открывается первая школа.
Наиболее интенсивно Эль-Альто начинает развиваться и расти в 1950-е годы.
В 1952 его, вместе с авиабазой, захватывают восставшие горняки.
В 1957 году в Эль-Альто организуется движение местных жителей по административному отделению от Ла-Паса.
В 1970 он получает частичное самоуправление Sub Alcaldía, в 1976 здесь открывается первая поликлиника.
В 1985 Эль-Альто окончательно в административном порядке отделяется от Ла-Паса и получает статус города («sección municipal»).
Так как Эль-Альто ещё достаточно молод, у него отсутствует старинный городской центр. Он представляет собой пересечение перпендикулярных друг к другу длинных прямых улиц, главные из которых являются продолжением стратегических региональных магистралей и вдоль которых расположены многочисленные промышленные предприятия. Центральная часть города представляет собой крупный центр торговли.
В регионе вокруг Эль-Альто расположены многочисленные промышленные предприятия. Здесь также находится один из самых высокорасположенных международных аэропортов мира; аэропорт, находившийся ранее на окраине города, ныне окружён со всех сторон жилыми кварталами. Эль-Альто соединён с Ла-Пасом тремя канатными дорогами сети Mi Teleferico.
Окраины города представляют собой бедные трущобы, населённые выходцами из сельской местности, переселившимися в город в поисках лучшей доли.

## Климат
Город расположен в зоне горного, умеренного климата, с сильными прохладными ветрами. Среднегодовая температура составляет 9,3 °С, при среднезимней температуре в −4,7 °С и среднелетней — в 17 °С. Ежегодное количество выпадающих осадков — в среднем 600 мм. Иногда выпадает снег — в среднем 7 дней в году. Осень прохладная и дождливая. Зимой — холодно и сухо, иногда снег. Весна холодная, с дождями, редким снегом. Лето — дождливое и прохладное, температура редко поднимается выше +20 °С. Даже летом по ночам бывают заморозки.
| Показатель              | Янв. | Фев. | Март | Апр. | Май | Июнь | Июль | Авг. | Сен. | Окт. | Нояб. | Дек. | Год  |
| ----------------------- | ---- | ---- | ---- | ---- | --- | ---- | ---- | ---- | ---- | ---- | ----- | ---- | ---- |
| Средний максимум, °C    | 14   | 14   | 14   | 14   | 15  | 11   | 11   | 12   | 13   | 15   | 17    | 16   | 13,8 |
| Средняя температура, °C | 9    | 9    | 9    | 7    | 6   | 3    | 3    | 4    | 6    | 7    | 9     | 10   | 6,8  |
| Средний минимум, °C     | 4    | 4    | 3    | −1   | −3  | −5   | −6   | −5   | −2   | −1   | 1     | 3    | −0,7 |

## Население
Эль-Альто относится к числу наиболее быстро растущих городов в мире.
В 1992 году здесь проживало 424 528 человек,
в 2001 году — 647 350 человек,
в 2010 году — 992 716 человек.
В 2011 число горожан Эль-Альто превысило 1 миллион.
Данные на 2012 год сообщают о населении 1 079 698 жителей.
74 % населения принадлежат к народу аймара, 6 % — к народу кечуа.
50 % жителей его в возрасте 19 лет и моложе, и только 18 % — старше 39 лет.
В то же время Эль-Альто относится к беднейшим городам Америки: 70 % его жителей имеют доходы, лежащие ниже черты бедности, 88 % — неграмотны или малограмотны. В населённых беднотой кварталах часто ощущается нехватка питьевой воды из-за малой мощности городского водопровода, происходят также перебои со снабжением электроэнергией.

## Достопримечательности
Музей искусств имени Антонио Паредеса Кандия открылся в 2002 году.
В городе существует большой рынок под открытым небом.
Со времён прихода к власти президента Эво Моралеса в городе активно сооружаются здания в характерном местном «неоандском стиле», ставшем визитной карточкой города. Стиль основан на древней андской архитектуре и орнаментах народа аймара.